# Henry G. Blasdel

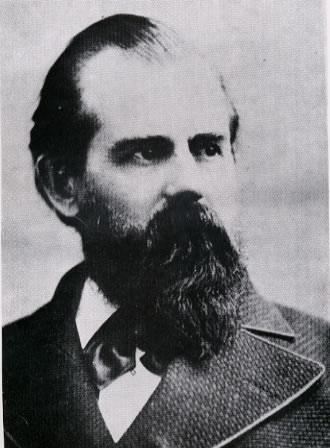
Henry Goode Blasdel

Henry Goode Blasdel (* 29. Januar 1825 bei Lawrenceburg, Dearborn County, Indiana; † 22. Juli 1900 in Oakland, Kalifornien) war ein US-amerikanischer Politiker und der erste Gouverneur des neuen Bundesstaates Nevada.

## Frühe Jahre und politischer Aufstieg
Henry Blasdel besuchte die örtlichen Schulen seiner Heimat. Er arbeitete im Bergbau, als Farmer, Ladenbesitzer und als Kapitän eines Flussdampfers, bevor er 1859 nach Nevada ging. Blasdel war Mitglied der Republikanischen Partei. 1862 wurde er im Storey County zum Stadtrichter und 1864 als Kandidat seiner Partei zum ersten Gouverneur von Nevada gewählt.

## Gouverneur von Nevada
Blasdel trat sein neues Amt am 5. Dezember 1864 an. Nach einer Wiederwahl im Jahr 1866 konnte er bis zum 2. Januar 1871 im Amt bleiben. In dieser Zeit musste in Nevada zunächst einmal ein funktionsfähiger Regierungsapparat aufgebaut werden. Auch mit den Plänen für den Bau des Kapitols wurde begonnen. In seiner Regierungszeit musste sich Blasdel auch mit einem Indianeraufstand auseinandersetzen.
Nach dem Ende seiner Zeit als Gouverneur zog sich Blasdel aus der Politik zurück. Im Jahr 1891 zog er nach Kalifornien. Dort ist er am 22. Juli 1900 auch verstorben. Henry Blasdel war mit Sara Jane Cox verheiratet, mit der er drei Kinder hatte.